# Наталія Худзік
Наталія Худзік (пол. Natalia Chudzik; нар. 8 серпня 1989, Польща) — польська футболістка, півзахисниця та нападниця.

## Клубна кар'єра
Вихованка клубу «Вікторія» (Сянув). Потім грала за «Медик» (Конін), а з сезону 2011/12 років виступала за «Унію» (Ратибор), з якою виграла чемпіонат і Кубок Польщі в сезоні 2011/12 років. Також у вище вказаному сезоні дебютувала в Лізі чемпіонів.

## Кар'єра в збірній
Виступала за національну збірну Польщі.

## Досягнення
- Екстракляса
  -  Чемпіон (2): 2016, 2017

- Кубок Польщі
  -  Володар (3): 2015, 2016, 2017